# Delta Nigru

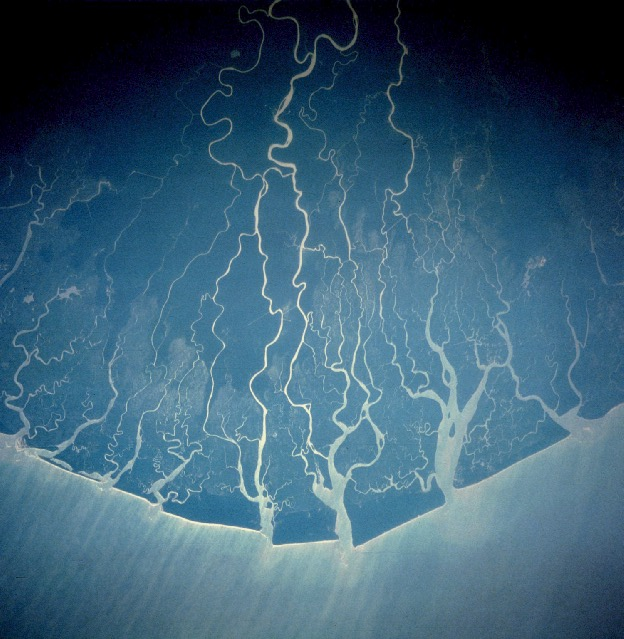
Zdjęcie satelitarne Delty Nigru (2005)

Delta Nigru – delta rzeki Niger u jej ujścia do Zatoki Gwinejskiej w południowej Nigerii. Jest to gęsto zaludniony region, który według oficjalnych ustaleń rządu nigeryjskiego obejmuje powierzchnię 70 tys. km² (geograficznie sama delta zajmuje ok. 25 tys. km²) i zamieszkiwany jest przez około 20 milionów osób. Mieszkańcy delty Nigru należą do 40 grup etnicznych i posługują się 250 językami i dialektami. Zajmują się głównie rybołówstwem i uprawą roli. W przeszłości podstawą gospodarki regionu była także uprawa palmy oleistej. 
Region delty Nigru jest jednocześnie miejscem wydobycia największych ilości ropy naftowej na kontynencie afrykańskim. Wydobywa się tu około 2 milionów baryłek ropy dziennie. Od 1975 roku Nigeria zawdzięcza temu regionowi 75% zysków z eksportu. Większość gazu ziemnego wydobywanego w szybach naftowych jest natychmiast spalana i dostaje się do atmosfery z prędkością 70 milionów metrów sześciennych dziennie. Stanowi to 40% zużycia gazu ziemnego w całej Afryce i czyni deltę Nigru największym źródłem emisji gazu cieplarnianego na świecie. Zniszczenie środowiska i brak dzielenia się zyskami ze społeczeństwem Nigerii było źródłem powstania ruchów na rzecz ochrony środowiska, a także licznych konfliktów etnicznych w regionie.